# Боб Чілкотт
Ро́берт Боб Чі́лкотт (англ. Robert «Bob» Chilcott; нар. 9 квітня 1955, Плімут, Англія) – британський хоровий композитор, диригент та співак, проживає в Оксфордширі, Англія. Він був учасником вокального ансамблю The King's Singers з 1985 по 1997 рік, співаючи тенором. З 1997 року займається композиторською діяльністю.

## Ранні роки та рання кар'єра
Чілкотт народився в Плімуті, співав у хорі Королівського коледжу Кембриджу, будучи ще хлопчиком, а потім університетським студентом. У студентські роки він диригував загальним хором, до складу якого входило багато хористів коледжу, включаючи також жінок. Він виконував Pie Jesu в записі «Реквієма» Габрієля Форе, який був здійснений Королівським коледжем у 1967 році.

## Композиторська діяльність
Чілкотт відомий своїми композиціями для дитячих хорів, наприклад, «Ти мене чуєш?» (Can You Hear Me?), які він диригував у США, Австралії, Японії, Естонії, Латвії, Німеччині та Чехії. Композитор є асоційованим членом Новоорлеанського дитячого хору та міського фестивалю в Новому Орлеані, для якого він написав такі твори як «Мала джазова меса» (A Little Jazz Mass), «Щаслива земля» (Happy Land), «Цей день» (This Day), «Будьте простими малими дітьми» (Be Simple Little Children) та «Я піднімаю свою очі» (I Lift My Eyes).
Чілкотт написав «Цей день» (This Day) – збірку з п'яти віршів – для хорового фестивалю в Новому Орлеані у 2006 році; однак, цей фестиваль був скасований через ураган Катріна. Прем'єра цього твору врешті відбулася 25 червня 2007 року у соборі св. Людовіка у Новому Орлеані, у виконанні 210 хористів з усіх Сполучених Штатів.
Кантата для хору та ударних музичних інструментів «The Making of the Drum» виконувалась такими хорами як «BBC Singers», Новозеландським молодіжним хором, світовим молодіжним хором (під його керівництвом), камерним хором Європи та тайпейським молодіжним хором. Чілкотт написав два великих духовних твори «Пісні світла» (Canticles of Light) та «Юбіляте» (Jubilate). Хор «The Addison Singers» виконав «Пісні світла» у Лондоні у 2004 році, а «Юбіляте» у 2005 році у Лондоні та Карнегі-Хол. У 2008 році видавництво Оксфордського університету «Oxford University Press» видало його збірку «Aesop's Fables» для САТБ та фортепіано.
Прем’єра «Реквієма» Чілкотта відбулась 13 березня 2010 року у Оксфорді у виконанні оксфордського хору ім. Баха та Королівського філармонічного оркестру під керівництвом диригента Ніколаса Клеобері. Чілкотт диригував прем'єру «У різдвяну ніч» (On Christmas Night) 12 грудня 2010 року в університетській церкві Христа в Остіні, Техас. Британська прем'єра «У різдвяну ніч» відбулася 28 листопада 2011 року у виконанні хору «The Arnold Singers» під керівництвом диригента Річарда Данстена-Зіґтерманса. Шотланська прем’єра відбулась 14 грудня 2011 року в Единбурзі.
Його постановка «Страсті св. Івана» була виконана вперше у 2013 році Вельським катедральним хором. У 2016 році його твір «Офелія, Калібан та Міранда» були виконані на фестивалі в Юджині, Оригон.

## Диригент та музичний керівник
Протягом семи років Чілкотт був диригентом хору в Королівському коледжі музики в Лондоні, головним гостьовим диригентом хору «BBC Singers». Він також був президентом Саутендського хору хлопчиків (Southend Boys' Choir) – добре відомого хору хлопчиків із Саутенд-он-Сі, який регулярно виступає на важливих подіях у Лондоні, як наприклад, у Альберт-холі.